# Herrensee, Lange-Damm-Wiesen und Barnim-Hänge
Das Naturschutzgebiet Herrensee, Lange-Damm-Wiesen und Barnim-Hänge liegt im Landkreis Märkisch-Oderland in Brandenburg.
Das rund 1082 ha große Gebiet mit der Kenn-Nummer 1528 wurde mit Verordnung vom 1. Oktober 2005 unter Naturschutz gestellt.
Das Gebiet mit der Kenn-Nummer 1528 wurde mit Verordnung vom 1. Oktober 2005 unter Naturschutz gestellt. Das rund 1082 ha große Naturschutzgebiet erstreckt sich südlich der Kernstadt von Strausberg und nordwestlich und südwestlich von Hennickendorf, einem Ortsteil der Gemeinde Rüdersdorf bei Berlin. Mitten im Naturschutzgebiet liegt Torfhaus, ein Ortsteil von Strausberg. Westlich verläuft die Landesstraße L 303, nordwestlich die L 33, östlich die L 223 und südwestlich die A 10. Durch den südlichen Teil des Gebietes verläuft die B 1, am südöstlichen Rand erstreckt sich der 211 ha große Stienitzsee.